# Gymnogryllus
Gymnogryllus är ett släkte av insekter. Gymnogryllus ingår i familjen syrsor.

## Dottertaxa tillGymnogryllus, i alfabetisk ordning[1]
- Gymnogryllus amani
- Gymnogryllus angustus
- Gymnogryllus birmanus
- Gymnogryllus borneensis
- Gymnogryllus brachyxiphus
- Gymnogryllus brevicauda
- Gymnogryllus brevipennis
- Gymnogryllus capensis
- Gymnogryllus castaneus
- Gymnogryllus caviceps
- Gymnogryllus chabanaudi
- Gymnogryllus compactus
- Gymnogryllus contractus
- Gymnogryllus corroboree
- Gymnogryllus cylindricollis
- Gymnogryllus ebneri
- Gymnogryllus equinus
- Gymnogryllus fascipes
- Gymnogryllus joburgensis
- Gymnogryllus kashmirensis
- Gymnogryllus kuznetzovi
- Gymnogryllus leucostictus
- Gymnogryllus machairodus
- Gymnogryllus malayanus
- Gymnogryllus novaeguineae
- Gymnogryllus odonopetalus
- Gymnogryllus pravdini
- Gymnogryllus pulvillatus
- Gymnogryllus ritsemae
- Gymnogryllus smilodon
- Gymnogryllus vicinus
- Gymnogryllus vietnamensis